# 莒南县
莒南县是中華人民共和國山东省临沂市所辖的一个县，地處臨沂市東部的魯東南魯蘇交界處，東鄰日照市嵐山區，南接江蘇省連雲港市贛榆區，西與臨沂市河東區毗鄰，北與日照市莒縣相接，縣人民政府駐十字路街道。

## 历史沿革
西周时属向国，东周时属莒国，秦、隋时随莒国划入琅琊郡莒县，唐时属河南道密州莒县，明代属青州府莒州，清代属沂州府莒州。
这里是古代莒国的发祥地，莒文化与齐文化、鲁文化并称为山东三大文化。

## 行政区划
莒南县下辖1个街道办事处、15个镇：
十字路街道、团林镇、大店镇、坊前镇、坪上镇、板泉镇、洙边镇、文疃镇、壮岗镇、石莲子镇、岭泉镇、筵宾镇、涝坡镇、朱芦镇、道口镇和相沟镇。
2009年9月，坪上、壮岗、团林、朱芦四个乡镇已经成立临沂临港产业区而不在莒南县管辖。（临沂临港产业区为功能区）

## 人口
2020年末，根據第七次全国人口普查數據，莒南縣常住人口為84.1萬人。